# Gerhard Singewald
Gerhard Singewald war ein Berliner Fußballspieler. Er spielte 1950 für den SC Lichtenberg 47 in der DDR-Oberliga, der höchsten Liga im DDR-Fußball.

## Sportliche Laufbahn
Erstmals in der Sportberichterstattung tauchte Gerhard Singewald als halblinker Stürmer des Ost-Berliner Oberligisten SC Lichtenberg 47 in der Saison 1950/51 auf. Nachdem er in der Hinrunde 12 Oberligaspiele bestritten und vier Tore erzielt hatte, wechselte er Anfang Dezember 1950 zur Sportgemeinschaft Deutsche Volkspolizei Berlin, die zu dieser Zeit in der viertklassigen Ost-Berliner Bezirksklasse spielte. Mit Singewald stieg die SG 1951 in die Landesklasse und 1952 in die zweitklassige DDR-Liga auf. In der Hinrunde der DDR-Liga-Saison 1952/53 bestritt Singewald wie gewohnt als Stürmer auf halblinks zehn der dreizehn Punktspiele und erzielte drei Tore. In der Rückrunde kam er nur noch fünfmal zum Einsatz, schoss aber noch sein viertes Punktspieltor für die Polizisten, die ab März 1953 als SG Dynamo Berlin auftraten. Nach dem Saisonende wurde Gerhard Singewald nicht mehr im oberen Ligenbereich registriert.